# フーロック県
フーロック県（フーロックけん、ベトナム語：Huyện Phú Lộc / 縣富祿）は、ベトナム社会主義共和国のフエに存在する県。面積は730.05 km²、人口は140,270人（2019年）である。

## 行政区画
以下の2市鎮15社から構成される。
- フーロック市鎮（Phú Lộc / 富祿）
- ランコ市鎮（Lăng Cô / 陵姑）
- ザンハイ社（Giang Hải / 江海）
- ロックボン社（Lộc Bổn / 祿本）
- ロックアン社（Lộc An / 祿安）
- ロックビン社（Lộc Bình / 祿平）
- ロックディエン社（Lộc Điền / 祿田）
- ロックホア社（Lộc Hòa / 祿和）
- ロックソン社（Lộc Sơn / 祿山）
- ロックトゥイ社（Lộc Thủy / 祿水）
- ロックティエン社（Lộc Tiến / 祿進）
- ロックチ社（Lộc Trì / 祿池）
- ロックヴィン社（Lộc Vĩnh / 祿永）
- ヴィンヒエン社（Vinh Hiền / 榮賢）
- ヴィンフン社（Vinh Hưng / 榮興）
- ヴィンミー社（Vinh Mỹ / 榮美）
- スアンロック社（Xuân Lộc / 春祿）